# Ollomont (Houffalize)
Pour les articles homonymes, voir Ollomont.
Ollomont est un village sur les hauteurs de l'Ourthe, en province de Luxembourg (Région wallonne de Belgique). Administrativement il fait partie, avec Nadrin, de la commune et ville d'Houffalize. Avant la fusion des communes de 1977, Ollomont faisait partie de la commune de Nadrin.

## Description
Ollomont est une petite localité ardennaise située sur le sommet du versant nord-est de l'Ourthe à proximité immédiate du village de Nadrin. Il s'agit d'un ancien petit village de caractère assez concentré comptant de nombreuses vieilles fermes et fermettes bâties principalement en pierre du pays (schiste) et souvent chaulées.

## Patrimoine
- La chapelle Sainte-Marguerite est ce qui reste d'une église romane bâtie au XIe siècle. L'ensemble formé par les parties subsistantes (le clocher tronqué et les trois absides) de cet édifice, le vieux cimetière et son mur de clôture en pierre de schiste sont repris sur la liste du patrimoine immobilier classé de Houffalize[1]. Cette chapelle a été restaurée en 1961.
- En dessous de cet ensemble,, se trouve la maison Wilkin, une construction du XVIIe siècle incrustée dans la roche[2] ainsi qu"une fontaine et une aire de repos. Le presbytère et la maison Wilkin sont aussi repris sur la liste du patrimoine immobilier classé de Houffalize.
- À côté, se trouve l'ancien presbytère d'Ollomont bâti au  XVIIIe siècle.
- Au nord du village, à un carrefour, se trouve la petite chapelle Notre-Dame de Hal construite au  XIXe siècle.
- Au sud, sur la rive droite de l'Ourthe, se dresse la Cresse Sainte-Marguerite, un piton rocheux d'une vingtaine de mètres de haut surmonté d’une niche abritant une statue de Sainte Marguerite[3], héroïne d'une légende locale[4].
- Le Chemin de grande randonnée N°57 passe par le village. Par le village il donne accès au 'belvédère' et son panorama des 'Six Ourthe'.

## Personnalité
- Edmond Dauchot (1905-1978), photographe originaire du Hainaut. Venu s'installer dans le village d'Ollomont, il s'est attaché à la région où il a réalisé la plus grande partie de son œuvre, des années 1930 à sa mort.